# Kemp Land

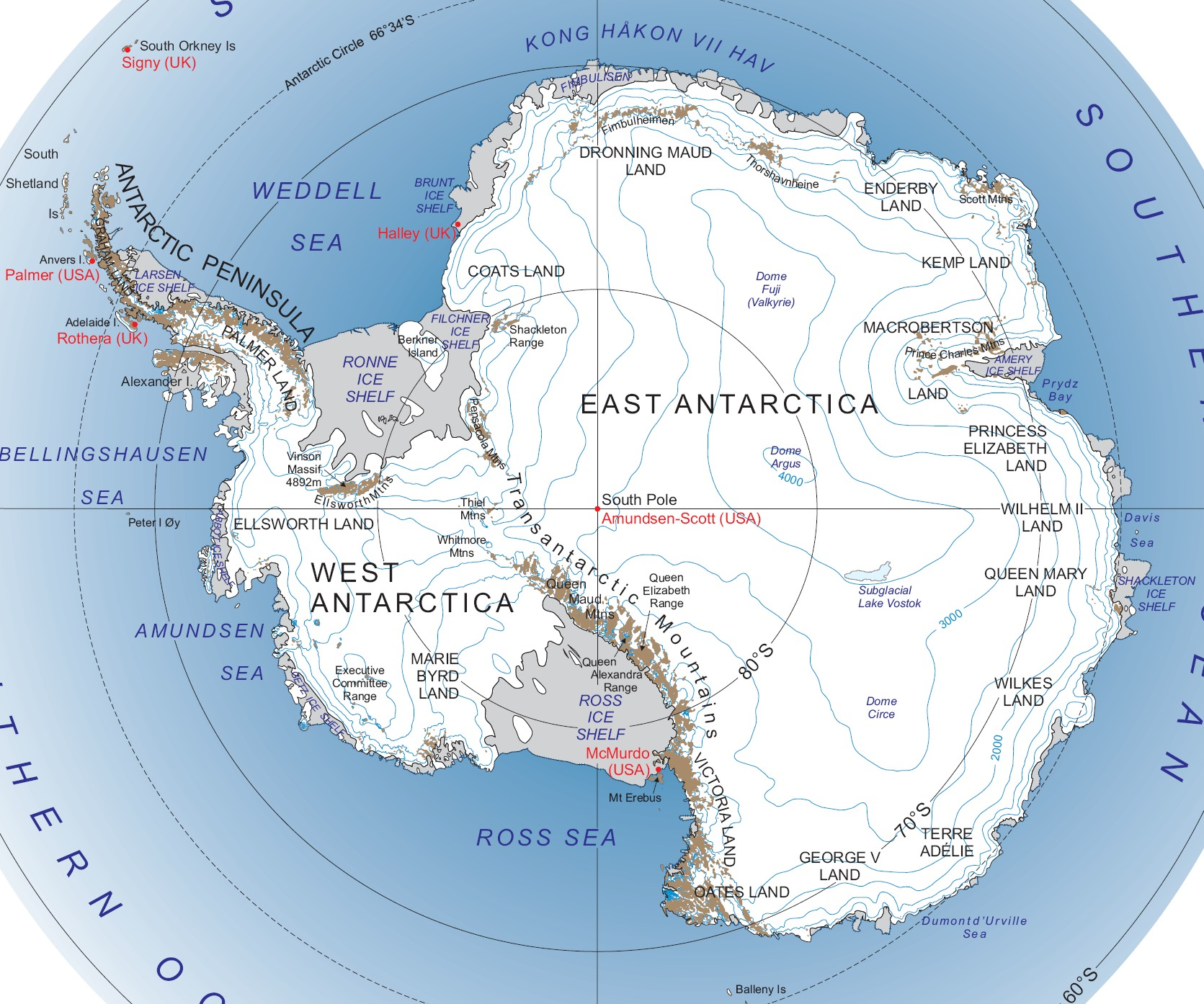
Lägeskarta, Kemp Land i övre högra hörnet.

Kemp Land (engelska: Kemp Land och Kemp Coast) är ett landområde i östra Antarktis.

## Geografi
Kemp Land ligger i Östantarktis mellan Enderby land och Mac Robertson land. Området ligger direkt vid Antarktiska oceanen mellan Edward VIII Bay och William Scoresby Bay. Kusten är cirka 100 km lång och området sträcker sig mellan cirka 56° 25' Ö till 59° 34' Ö.
Området är småkuperad med bergskedjan Hansen Mountains (Hansenfjella, även Mount Banfield) och Framnes Mountains nära kusten. Hansen Mountains består av flera nunataks och den högsta toppen är Mount Gjeita (Gjeitafjell) med 1 700 m ö.h. I området finns även en rad glaciärer, de största är Rippon glaciären och Wilma glaciären och den antarktiska oasen Stillwell Hills.
Kemp Land omfattar:
- delar av Mawson Coast (mellan 59° 30' Ö till 66° 54' Ö)

Områdets ligger inom Australiska Antarktis (Australiens Landanspråk på Antarktis).

## Historia
Kemp Lands kust upptäcktes 1833 av brittiske kaptenen Peter Kemp som färdades i området och namngavs då efter honom själv. 
1947 fastställdes det nuvarande namnet av amerikanska "Advisory Committee on Antarctic Names" (US-ACAN, en enhet inom United States Geological Survey).